# Дирар, Набиль
Наби́ль Дира́р (араб. نبيل ضرار‎ 25 мая 1986; Касабланка, Марокко) — марокканский футболист, полузащитник сборной Марокко.

## Карьера

### Ранние годы
Дирар родился 24 февраля 1986 года в Касабланке (Марокко) и начал свою карьеру в Бельгии в футбольных клубах Брюсселя. Юниором Дирар играл в 2001—2004 годах за «Моленбек» и «Юнион». Профессиональную карьеру Дирар начал в 2005 году, подписав контракт с клубом «Дигем Спорт», за юношескую команду которого он играл с 2004 года. За последующие два года он сыграл за клуб 26 матчей и забил в них 2 гола. Своей игрой Дирар привлек внимание более именитых бельгийских клубов и в конце концов подписал в 2006 году контракт с клубом первого дивизиона «Вестерло».

### «Вестерло»
С «Вестерло» Дирар вышел в высший дивизион бельгийской футбольной лиги, став лучшим игроком команды. Благодаря его игровым и техническим способностям, Дирара стали сравнивать с его земляком Мубараком Буссуфа, который стал лучшим бомбардиром бельгийского чемпионата в 2006 году, играя за «Андерлехт». В «Вестерло» Дирар провёл два сезона и в 2008 году отправился «на повышение» в «Брюгге».

### «Брюгге»
Дирар присоединился к «Брюгге» наряду с Джозефом Акпала и Рональдом Варгасом по инициативе главного тренера Джеки Матийсена. Под его руководством Дирар стал прогрессировать и получал много игрового времени. В своем первом сезоне в клубе он занял с «Брюгге» третье место после «Стандарда» и «Андерлехта» и квалифицировался в Лигу Европы. Ситуация стала меняться, когда контракт Матийсена не был продлен, и новым тренером стал Адри Костер.
Накануне сезона 2009/10 клуб купил Ивана Перишича — игрока того же амплуа, что и Дирар. Костер оставил Дирара на левом фланге, а Перишича отправил на правый. В тактических схемах Костера Дирар был ценным игроком, однако молодой игрок стал все больше выделяться своим неспортивным поведением на поле и вне его. В матче между «Брюгге» и «Мехеленом» Дирар плюнул в игрока соперников Йони Бюйенса и получил за это двухматчевую дисквалификацию. В сентябре 2009 года Дирар был отправлен в дубль из-за опоздания на тренировку. Кроме того, он стал часто вступать в перепалки с товарищами по команде, повздорив, к примеру, на тренировке с капитаном команду Стейн Стейненом, а также во время матча демонстративно отказавшись поздравить Перишича с голом, забитым со штрафного, который собирался пробить сам Дирар.
В январе 2009 года, по информации газеты «Спорт-Экспресс», Дирар попал в сферу интересов московского ЦСКА, однако переход не состоялся
В начале сезона 2010/11 Дирар был снова отправлен в резервную команду на две недели за неявку на встречу с фанатами. Футболист в свою очередь заявил, что не явился, поскольку был болен. После тяжелого поражения от «Локерена» 23 октября Дирар был вновь отправлен в резервный состав на три недели. Впечатляющие выступления Дирара за дубль заставили Костера вернуть его в основную команду, и тот даже сумел вновь завоевать место в основе. Однако в марте 2011 года во время домашнего матча против «Кортрейка» Дирар затеял ссору с товарищем по команде Вадисом Оджиджа-Офое по поводу того, кто должен исполнять штрафной удар. После этого инцидента болельщики освистали Дирара, а он ответил им непристойными жестами. Для того, чтобы разрядить обстановку, Костер заменил Дирара, и в итоге «Брюгге» одержал победу со счетом 4-1. Через несколько недель до начала серии плей-офф Костер снова вернул Дирара в основную команду. Кроме того, в сезоне 2010/11 он получил 10-й номер, освободившийся после ухода Весли Сонка в «Льерс».
По ходу первой половины сезона 2011/12 Костер был заменен Кристофом Даумом, а Дирар был стабильным игроком основного состава. Более того, он был одним из самых результативных игроков в течение этого отрезка, отдав немало голевых передач. В пятом туре Лиги Европы против словацкой команды «Марибор» Дирар забил два гола и принес своей команде победу со счетом 4-3.

### «Монако»

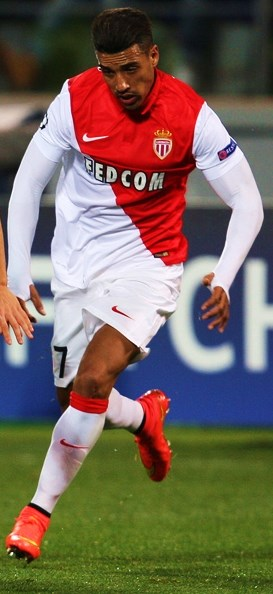
Дирар в составе «Монако»

31 января 2012 года Дирар присоединился к Монако за € 7,5 млн — рекордную трансферную сумму для «Брюгге». Дирар дебютировал в новой команде 13 февраля, выйдя на замену в победном для «Монако» матче с «Бастией» (1-0). Девять дней спустя, 24 февраля, он забил свой первый гол за команду, принеся ей победу над «Лавалем». Также он забил по голу «Шатору» и «Истру». Дирар в основном играл на левом фланге полузащиты, хотя однажды по решению главного тренера Марко Симоне сыграл правого полузащитника. При сменившем Симоне Клаудио Раньери Дирар сохранил статус игрока основы и играл на позиции левого вингера. 24 мая 2013 года в заключительной игре сезона, принесшего «Монако» повышение в классе, Дирар получил разрыв крестообразной связки.
В сезоне 2013/14 Дирар продолжал восстанавливать свою травму, и после семи месяцев вне игры он вернулся к тренировкам после травмы в январе 2014 года. 1 февраля 2014 года он вернулся из первой команды, где вышел на замену Хамесу Родригесу на 62-й минуте в матче против «Лорьяна». 10 мая 2014 года Дирар забил свой первый гол в сезоне в ворота «Валансьена».
Дирар хорошо начал сезон 2016/17, сделав две передачи, которые помогли клубу обыграть «Фенербахче» и вывести «Монако» в следующий раунд квалификации Лиги чемпионов УЕФА. В первом матче Лиги 1 против «Генгама» он был удостоен капитанской повязки после отсутствия действующего капитана Радамеля Фалькао. Он стал капитаном в трёх матчах, в том числе против «Вильярреала», выигранным 3:1 по сумме двух матчей, что обеспечило выход в групповой этап Лиги чемпионов УЕФА. Он получил травму голени во время матча Лиги чемпионов против «Тоттенхэма», из-за которой выбыл на шесть недель.
26 ноября 2016 года Дирар вернулся в основной состав, выйдя на замену во втором тайме в игре с «Марселем». Через две недели после возвращения в основу он снова стал капитаном команды в 6-м туре Лиги чемпионов против леверкузенского «Байера». Он получил травму во время разминки перед полуфинальным матчем Лиги чемпионов против «Ювентуса», из-за чего выбыл на оставшуюся часть сезона. Клуб выиграл чемпионат впервые с 2000 года, и Дирар был среди трёх игроков (включая Даниеля Субашича и Андреа Раджи), которые выиграли Лигу 1 и Лигу 2 за последние четыре сезона.

### «Фенербахче»
17 июня 2017 года Набиль перешёл в турецкий «Фенербахче», подписав с клубом трёхлетний контракт.

## Сборная Марокко

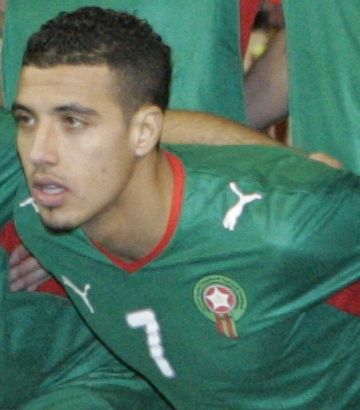
Дирар в составе сборной Марокко

Дирар имеет бельгийское и марокканское гражданства. Первоначально он объявил о своем намерении играть за бельгийскую сборную и отказался от предложения Марокко. Однако вскоре выяснилось, что Дирар не имеет права играть за Бельгию в связи с тем, что провел несколько матчей за марокканскую молодёжную сборную. В итоге он принял предложение Марокко и 11 октября 2008 года дебютировал за сборную в матче отборочного турнира к чемпионату мира 2010 против Мавритании. Однако основным игроком сборной Дирар по-прежнему не является, более того, последний матч за неё сыграл в 2011 году. Однако в январе 2012 года тренер сборной Эрик Геретс вызвал его на Кубок африканских наций но Дирар отклонил предложение, полагая, что Геретсу он не понадобится в сборной.
Однако после шестилетнего отсутствия Дирар вернулся в национальную команду, и 28 марта 2015 года сыграл на позиции правого защитника в матче против Уругвая. Это был его первый матч после дисквалификации.
В мае 2018 года он был включён в состав сборной Марокко на Чемпионат мира 2018 в России.

## Достижение
«Монако»
- Чемпион Франции: 2016/17
- Победитель Лиги 2: 2012/13

«Брюгге»
- Чемпион Бельгии: 2020/21